# Langflügel-Dampfschiffente
Die Langflügel-Dampfschiffente (Tachyeres patachonicus), auch Patagonische Dampfschiffente genannt, ist eine von vier Arten der Dampfschiffenten in der Unterfamilie der Halbgänse (Tadorninae). Unter den Dampfschiffenten ist diese Art als einzige flugfähig, bei den übrigen sind die Flügel zu kurz, um den massigen Körper in die Luft zu bringen.

## Verbreitung und Lebensraum
Die Langflügel-Dampfschiffente ist an der Küste rund um die Südspitze Südamerikas verbreitet, vom südlichen Chile über das südliche Argentinien sowie Feuerland bis auf die Falklandinseln. Nicht ausschließlich marin lebend, kommt die Art vor allem außerhalb der Brutsaison auch im Inland auf Seen vor.

## Aussehen
Mit 66 bis maximal 71 cm Körperlänge ist dieser Entenvogel die kleinste und mit 2,43–3,17 kg Körpergewicht auch die leichteste Art der Dampfschiffenten. Äußerlich sind sowohl Männchen als auch Weibchen der Falkland-Dampfschiffente (Tachyeres brachypterus) sehr ähnlich, wirken jedoch insgesamt zierlicher und nicht so massig wie diese flugunfähige Art. Der Kopf des Männchens ist etwas heller grau gefärbt als der des Männchens von T. brachypterus. Der Augenring ist weiß und läuft in einer leicht gekrümmten Linie vom Auge bis zur Ohrgegend. Der Schnabel ist orange mit einem dunklen Schnabelende. Weibchen weisen oftmals einen olivgrün gefärbten Schnabel auf und gleichen ansonsten ebenfalls stark weiblichen Tieren der Falkland-Dampfschiffente. Jungvögel sind überwiegend grau gefärbt, das Gefieder kann auch braune Federn aufweisen.

## Brutverhalten
Der Großteil der Population brütet in den Monaten Oktober und November, einzelne Paare brüten mitunter deutlich später. Das Nest wird zum Schutz vor Prädatoren in dichter Vegetation und oftmals auf der Küste vorgelagerten Inseln angelegt. Kolonien werden nicht gebildet, die Art brütet stets paarweise. Auf den Falklandinseln findet sich nicht mehr als ein Paar pro Gewässer, außer dieses weist einen sehr hohen Bestand an Wasserpflanzen und wasserlebenden Wirbellosen auf.
Durchschnittlich besteht das Gelege aus 7 Eiern, die deutlich kleiner und spitz zulaufender als die der Falkland-Dampfschiffente sind. Die Brutzeit beträgt 30 bis 40 Tage. Küken sind auf Kopf und Rücken braun, am Bauch weiß befiedert und weisen bereits einen weißen Strich am Auge auf, der für adulte Weibchen typisch ist.

## Nahrung
Krebs- und Weichtiere werden sowohl an der Küste als auch auf Binnengewässern bevorzugt tauchend erbeutet und stellen den Hauptbestandteil der Nahrung.

## Belege

### Einzelbelege
1. ↑   Shirihai, S. 244
2. ↑   Wood, S. 83
3. ↑   Wood, S. 82